# Witvleugeltapaculo
De witvleugeltapaculo (Scytalopus krabbei) is een zangvogel uit de familie Rhinocryptidae (tapaculo's). De soort is in 2020 door Thomas S. Schulenberg  en collega's beschreven en vernoemd naar collega en mede-auteur Niels Krabbe.

## Verspreiding en leefgebied
Deze soort is aangetroffen op vijf verschillende locaties op de oosthellingen van de Andes in noordelijk en Midden-Peru voornamelijk op hoogten tussen de 2900 en 3100 meter boven zeeniveau.